# Хмельницкий, Михаил Лавринович
Михаил Лавринович Хмельницкий (Хмельник) (15??, Лысянка — октябрь 1620, Цецора) — атаман (сотник) Чигиринский сотни Черкасского полка Войска Запорожского, сын Лаврина Венцеславовича Хмельницкого, внук Венцеслава Хмельницкого, гетмана Войска Запорожского (1534—1569), муж Анастасии Федоровны Ружинской, дочери Богдана Михайловича Ружинского, гетмана Войска Запорожского (1576—1579), отец Богдана Хмельницкого, гетмана Войска Запорожского.

## Биография
Родился в местечке Лысянка на западе Украины. В начале XVII века жил в Жолкве на Львовщине при дворе Станислава Жолкевского, коронного гетмана, а потом у Яна Даниловича, корсунско-чигиринского старосты. На Чигиринщине появился в 1570—1580 годах. Тут основал ряд новых поселений, под Чигирином получил в подарок от Яна Даниловича хутор Суботов, а позже основал и собственную слободу — Новосельцы. Со временем стал чигиринским подстаростой.
В начале 1590 годов Михаил Лавринович взял в жены казачку Анастасию Федоровну, и около 1595 года у них родился сын Зиновий, названный вторым именем Фёдор-Богдан в честь деда, отца жены.
В 1600 году зафиксирован как чигиринский городовой атаман. Тут же указано его имя и отчество — Михайло Лавринович.
Тесно общался с запорожскими казаками. Во время войны 1620-21 годов вместе с гетманом Жолкевским в качестве атамана отряда добровольцев брал участие в походе на Молдавию. Во время отступления погиб в бою с татарами под Цецорой.

## Упоминание у Маркевича
«Чтобы потомство поняло Зиновия Богдана Хмельницкого, судьба спасла от забвения несколько сведений о рождении, предках и юных летах его. В описании битвы Цецорской, где впервые встречается имя избавителя Малороссии, мы только мимоходом сказали об нем, но это для того, чтоб после заняться им единственно.
Его предок по отцу, был потомок Венцеслава, который гетманствовал с 1534 по 1569 год. Родной его дед по матери, был Федор Богдан, бывший Гетман с 1576 по 1579 год. Один из Историков наших, основываясь на том единственно, что для славы имени своего Хмельницкий не имеет надобности в знатном происхождении, отвергает эту родословную. Но как такое опровержение слишком слабо и самопроизвольно, то мы должны придерживаться Гетманской Летописи, и не из честолюбия, за Хмельницкого, но от желания быть справедливым, не отдалимся в этом случае от Конисского.
Отец Зиновия, Михаил, родился в местечке Лисянке; сперва служил он при Коронном Гетмане Жолкевском, потом был сборщиком податей и счетчиком в Чигирине. Ян Данилович, тамошний, Староста, в награду за усердную службу, утвердил за ним родовое поместье предков его, село Субботов, с хуторами и угодьями, с церковью каменною и с монастырем, построенным Хмельницкими.
Тогда Михаил, как в то время звали его, Хмельник, женился на Анастасии, дочери Феодора Богдана, и стал Сотником в Реестровом Черкасском полку „По характеру, вспомогаемому хорошим достатком, он значил Вельможу здешнего края.“ У него родился сын, при крещении получил два имени: одно Зиновий, а другое, по обычаю того времени, придаточное, дедовское по матери, имя Богдан. Князь Сангушка был восприемным отцом его.»